# Жирарден, Александр Луи Робер де
Александр Луи Робер Жирарден д’Эрменонвиль (фр. Alexandre Louis Robert Girardin d'Ermenonville; 13 февраля 1776, Париж — 5 августа 1855, Париж) — граф, французский военачальник, граф Империи (1810), дивизионный генерал (1814).
Младший сын деятеля французского Просвещения, маркиза Рене Луи де Жирардена, брат политика Сесиля де Жирардена, отец журналиста Эмиля де Жирардена.
Начал службу в годы революции на Военно-Морском флоте, сражался против повстанцев на Сан-Доминго, где был ранен, по возвращении перевёлся в кавалерию. Во время якобинского террора, был, как дворянин, ненадолго арестован, но избежал участи быть гильотинированным.
Служил офицером для поручений при генерале Молиторе и маршале Франции Бертье. В сражении под Фридландом был ранен, командуя драгунским полком. Не без помощи маршала, быстро продвигался по карьерной лестнице, в 1808—1811 стал бароном, затем графом, егермейстером двора, бригадным генералом.
В кампанию 1812 года первоначально служил в штабе (который бессменно возглавлял Бертье), затем был назначен командиром лёгкой кавалерийской дивизии, с которой участвовал в Бородинском сражении. Сражался в боях 1813—1814 годов, за что был произведён Наполеоном в дивизионные генералы. Во время Ста дней остался верен императору, командовал штабом маршала Груши.
При Второй Реставрации Бурбонов не преследовался, продолжал военную службу и в мирное время, в 1848 году окончательно вышел в отставку. Издал несколько сочинений — о крепостях, охоте, и так далее. Впоследствии имя генерала было выбито на восточной стороне парижской Триумфальной арки.